# شرف الدين فضل الله القزويني

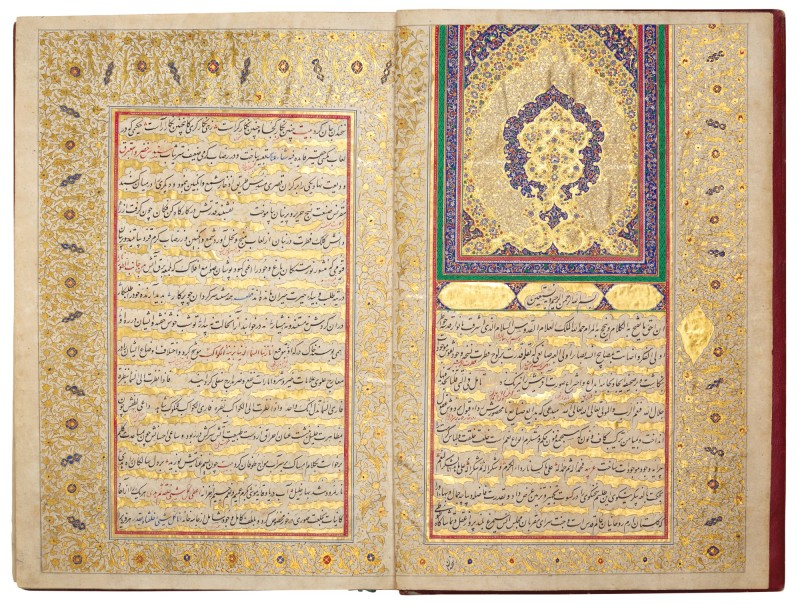
مخطوطة معجم القزويني في آثار ملك العجم. نسخة منسوخة في إيران القاجارية، ربما شيراز، مؤرخة عام 1845

شرف الدين فضل الله القزويني (توفي عام 1339) كان مؤلفًا مسلمًا فارسيًّا، صاحب كتاب معجم في آثار ملوك العجم، يتحدث عن تاريخ إيران القديمة.